# Mia Isabella
Mia Isabella (Chicago, Illinois; 30 de julio de 1985) es una actriz pornográfica transexual estadounidense.

## Inicios
Isabella nació y creció en Chicago, Illinois, pero pasó gran parte de su infancia en Tennessee antes de regresar a Chicago como adolescente. Tiene ascendencia francesa, puertorriqueña y jamaicana. Posee un título en moda por el Paris Fashion Institute.

## Carrera
Isabella entró en la industria del cine para adultos en 2005 a la edad de 19 años, realizando su primera escena con Yasmin Lee y Kayla Coxxx en T-Girls 3 para Anabolic Video. Se tomó un paréntesis del porno cuando tenía 21 años y regresó a los 23.

## Vida personal
A los 22 años, Isabella se sometió a una cirugía de feminizacion facial que consistió en una reducción del mentón, la mandíbula y el hueso nasal y a una ritidectomía media y superior. También se sometió a una segunda cirugía de aumento de pecho. En septiembre de 2010, se realizó una rinoplastia, un implante de mejillas, otra ritidectomía media y superior, y una corrección de su pecho derecho, que no había quedado bien en sus operaciones anteriores.También se realizó una operación de aumento de glúteos en una fecha indeterminada

## Premios y nominaciones
| Año  | Ceremonia        | Resultado | Categoría                                    | Trabajo          |
| ---- | ---------------- | --------- | -------------------------------------------- | ---------------- |
| 2010 | Urban X Award    | Nominado  | Best Ethnic Transsexual Site                 | Mia-Isabella.com |
| 2011 | Premios AVN      | Nominado  | Best Alternative Web Site                    | Mia-Isabella.com |
| 2011 | Premios AVN      | Nominado  | Artista transexual del año                   | —                |
| 2011 | Urban X Award    | Ganador   | Transsexual Performer of the Year            | —                |
| 2011 | Premios XBIZ     | Ganador   | Artista transexual del año                   | —                |
| 2012 | Premios AVN      | Nominado  | Artista transexual del año                   | —                |
| 2012 | Premios AVN      | Nominado  | Best Alternative Website                     | Mia-Isabella.com |
| 2012 | NightMoves Award | Ganador   | Best Transsexual Performer (Editor’s Choice) | —                |
| 2012 | Premios XBIZ     | Nominado  | Artista transexual del año                   | —                |
| 2012 | Premios XBIZ     | Nominado  | Transsexual Site of the Year                 | Mia-Isabella.com |
| 2013 | Premios XBIZ     | Nominado  | Artista transexual del año                   | Mia-Isabella.com |
| 2014 | Premios XBIZ     | Nominado  | Artista transexual del año                   | Mia-Isabella.com |